# Rue de l'Amiral-Courbet
La rue de l'Amiral-Courbet est une voie du 16e arrondissement de Paris, en France.

## Situation et accès
La rue de l'Amiral-Courbet est une voie privée située dans le 16e arrondissement de Paris. Elle débute au 96, avenue Victor-Hugo et se termine au 150, rue de la Pompe.
La rue de l'Amiral-Courbet croise la rue du Général-Clergerie, également une voie privée.
Côté rue de la Pompe, sur l'autre trottoir, une autre voie privée, la rue Dosne, est située dans le prolongement de la rue de l'Amiral-Courbet.

## Origine du nom

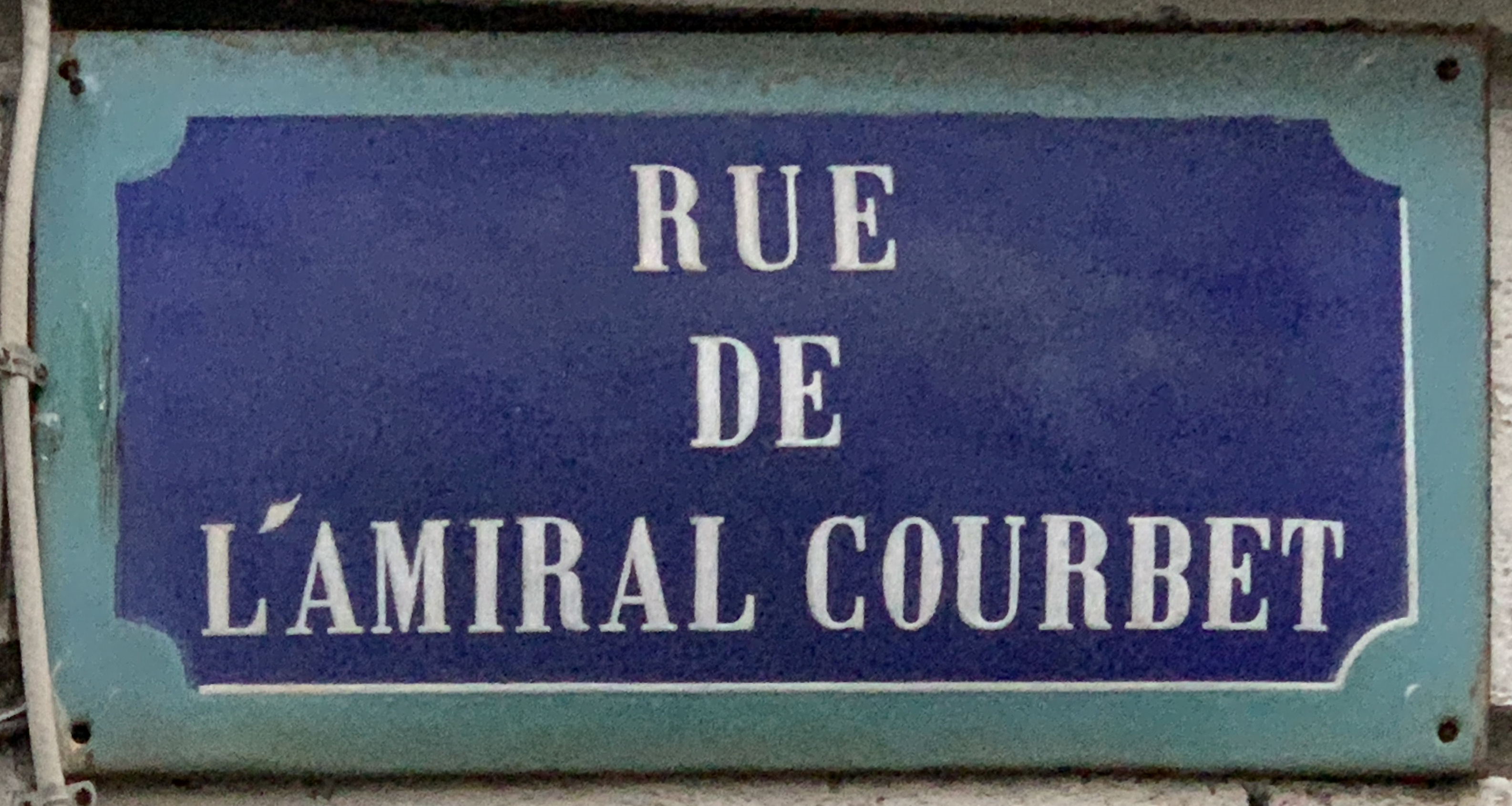
Plaque de la rue.

Elle porte le nom de l'amiral Amédée Anatole Prosper Courbet (1827-1885).

## Historique

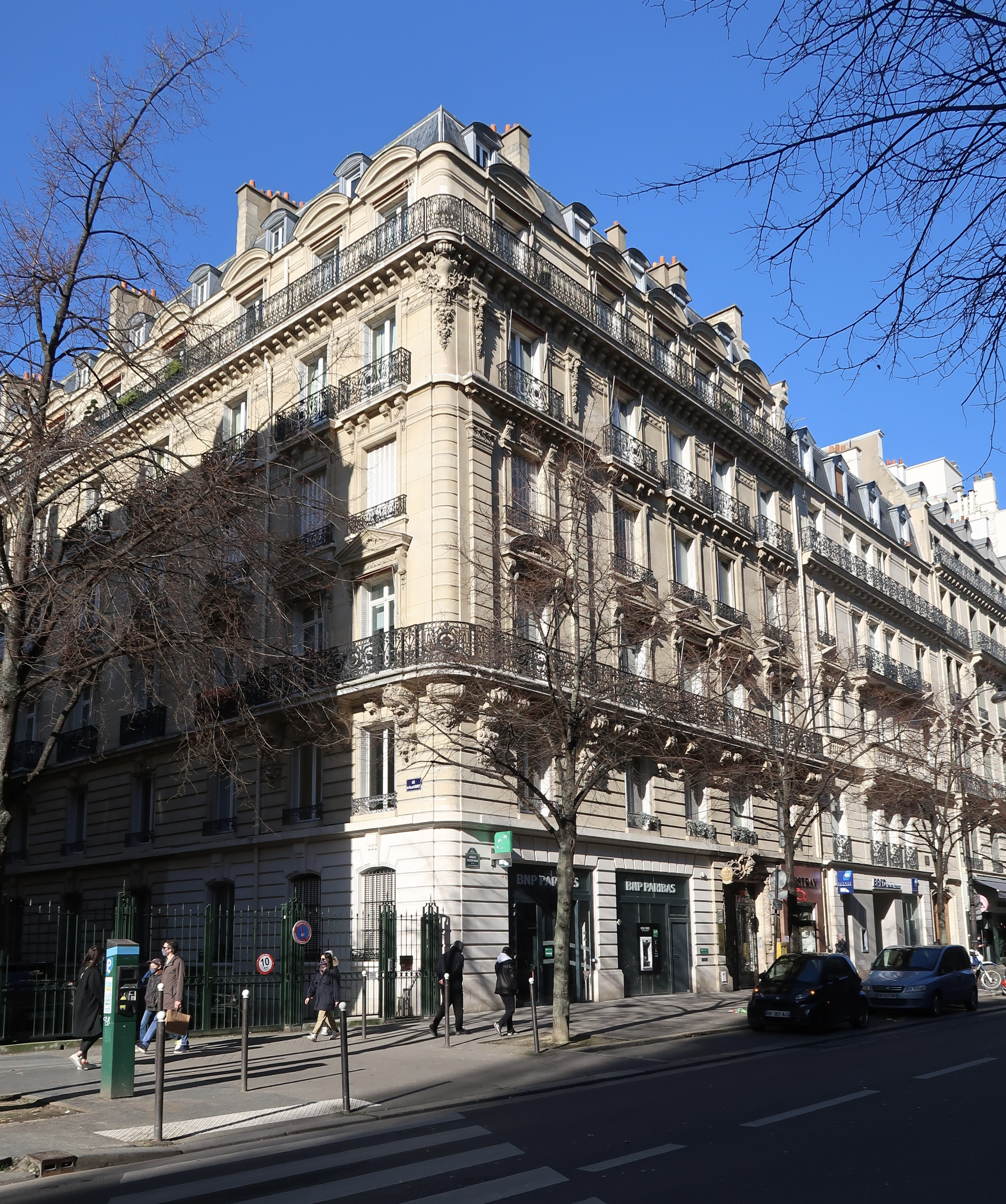
Au croisement avec l'avenue Victor-Hugo.

Cette voie privée, ouverte en 1880, reçoit vers 1886 sa dénomination actuelle.
L'homme politique Sélim Cosmao-Dumenez (1840-1909) y est mort.